# Vlag van Oosterlittens

Vlag van Oosterlittens

De vlag van Oosterlittens is de dorpsvlag van het Nederlandse dorp Oosterlittens, in de Friese gemeente Leeuwarden. De vlag werd in 1999 aangenomen en in 2001 geregistreerd. Het ontwerp van de vlag is van de hand van J.C. Terluin en R.J. Broersma.

## Beschrijving
De beschrijving van de vlag is als volgt:
Een rode broeking van 1/3 vlaglengte, belegd van boven naar onderen met een penning van 1/5 vlaghoogte, een pot van 2/5 vlaglengte en een penning van 1/5 vlaghoogte, alles van geel; een witte vlucht met een blauw Andreaskruis, waarvan de armen een dikte hebben van 1/5 vlaghoogte.
De kleuren zijn afkomstig van het dorpswapen.

## Symboliek

Kleurstelling: ontleend aan het wapen van Littenseradeel.
- Gouden pot en penningen: verwijzing naar de sage rond het "Paaltje van Oosterlittens".[3]
- Gouden penningen: duiden op de veemarkt van het dorp en op het tolhuis dat gelegen was bij kruising van de Franekervaart met de Bolswardertrekvaart.[3]
- Andreaskruis: staat eveneens symbool voor de kruising van de Franekervaart met de Bolswardertrekvaart.[3]